# شیالی رانگاناتان
شیالی رامامریتا رانگاناتان (به انگلیسی: Shiyali Ramamrita Ranganathan)‏ (۱۸۹۲–۱۹۷۲) ریاضی‌دانی که به‌عنوان پدر علوم کتابداری و اطلاع‌رسانی هندوستان شناخته شده‌است.

## قوانین رانگاناتان
او قوانینی را بنیان نهاد که شالودهٔ خدمات در یک کتابخانهٔ آرمانی را تشکیل می‌دهند.
پنج قانون رانگاناتان:
1. کتاب برای استفاده است.
2. هر خواننده کتابش
3. هر کتاب خواننده‌اش
4. صرفه‌جویی در وقت خواننده
5. کتابخانه ارگانیسمی رو به رشد و زنده

پنج قانون کتابداری رانگاناتان یکی از آثار ماندگار در ادبیات علوم کتابداری و اطلاع‌رسانی است و همان‌قدر نوین است که در سال ۱۹۳۱ بود. این عبارات مفید و مختصر، امروزه نیز مانند زمان انتشار آنها، اگرچه نه در بیان، بلکه در محتوا و مفهوم، همچنان معتبر باقی مانده‌اند. این قوانین به‌طور مختصر هدف خدمات آرمانی و فلسفهٔ سازمان‌دهی اغلب کتابخانه‌ها را نشان می‌دهند:
1. کتاب برای استفاده است؛
2. هر خواننده‌ای کتابش؛
3. هر کتابی خواننده‌اش؛
4. در وقت خواننده صرفه‌جویی کنید؛
5. کتابخانه موجودی زنده و پویاست.

### دیدگاه درمورد خدمت مرجع
- ابزار اصلی برآوردن و تحقق هدف اجتماعی کتابخانه خدمت مرجع است.
- خدمت مرجع جوهر کتابداری و فرجامین جلوهٔ انسانی قوانین پنجگانه است.
- خدمت مرجع انگیزهٔ عمدهٔ کتابداری است.
- انواع خدمات مرجع: چه، چرا و چگونگی‌های مطرح در آن، مهیا شدن برای تهیهٔ پاسخ، گونه‌گونی مواد کتاب‌شناختی و ارجاعی و تنظیم وقت کارکنان برای یافتن پاسخ‌ها، همه و همه از بطن پنج قانون زاده می‌شود. (دیانی، ۱۳۸۵)

نظریهٔ خدمات مرجع رانگاناتان بر مبنای روش تحلیل تاریخی قرار گرفته‌است.
شش فاکتور که رانگاناتان آنها را در بحث خدمات مرجع به‌کار می‌گیرد عبارتند از:
1. نظام طبقه‌بندی کولن
2. فهرست رده‌ای
3. پنج قانون علم کتابداری
4. تجربهٔ خودِ رانگاناتان در کار مرجع
5. ارجاعات و استفاده از ادبیات کلاسیک هند

- ۶. اصول انسانیِ خدمات مرجع (وارگیز، ۱۹۹۱)
- • مطالعهٔ تحلیلی رانگاناتان دربارهٔ هدف کتابخانه‌ها در «پنج اصل کتابداری» تجلی یافت، که خود پایهٔ نخستین کتاب‌های منتشرشدهٔ وی در رشتهٔ کتابداری بود: کتاب برای استفاده است، هر کتابی خواننده‌اش، هر خواننده‌ای کتابش، وقت خواننده را هدر ندهید، و کتابخانه ارگانیسمی رشدیابنده است.
- • اگرچه امروز بسیاری برآنند که مدرک یا مواد کتابخانه را جانشین کتاب کنند (و می‌گویند هر خواننده مدرکش)؛
- • این اصول ساده به نظر می‌رسند، اما به‌عنوان هدف‌های بنیادینِ حرفهٔ کتابداری بر جای مانده‌اند. (دائرةالمعارف کتابداری)